# The Trouble with Happiness
The Trouble with Happiness  is het zevende solo-album van de Britse progressieve rock musicus John Greaves.
Het album heeft hij gemaakt in samenwerking met Sophia Domancich en Vincent Courtois. In wezen is het een album van dit trio, en niet zozeer een solo-album.

## Tracklist
1. A Lucky Day (Back Where We Began) - 5:46 (John Greaves, Sophia Domancich)
2. The Trouble With Happiness - 6:15 (John Greaves)
3. Deck Of The Moon - 5:39 (John Greaves)
4. How Beautiful You Are - 7:10 (John Greaves, Peter Blegvad)
5. Words Of Honey - 4:26 (John Greaves)
6. All Summer Long (The Song) - 5:08 (John Greaves, Peter Blegvad)
7. Saturne - 3:29 (G. Brassens)
8. In The Real World - 2:58 (John Greaves)
9. No Dice - 3:37 (John Greaves)
10. The World Tonight - 5:22 (John Greaves)
11. The Price We Pay - 3:09 (John Greaves)

## Bezetting
- John Greaves zang
- Sophia Domancich piano
- Vincent Courtois cello